# 하소역
하소역(下所驛)은 지금의 조선민주주의인민공화국 강원도 김화군에 위치했던 금강산선의 철도역이다. 금강산선 노선의 역 가운데 현재 조선민주주의인민공화국 측에 속해 있는 첫 역이다.

## 연혁
- 1925년 12월 20일 : 김화~금성 간 개통과 함께 하소리역(下所里驛)으로 영업 개시[1]
- 일자 불명[2] : 하소역으로 개칭
- 1950년 : 한국 전쟁으로 폐지